# Listă de scriitori macedoneni
Aceasta este o listă de scriitori macedoneni.

## A
- Cane Andreevski

## Č
- Kole Čašule

## D
- Lidija Dimkovska
- Simon Drakul

## I
- Blagoja Ivanov
- Srbo Ivanovski

## J
- Slavko Janevski
- Mišo Juzmeski

## K
- Lazo Karovski

## L
- Jordan Leov

## M
- Vlado Maleski
- Mateja Matevski

## P
- Anton Panov
- Kiril Pejčinovič

## S
- Dimitar Solev
- Jovan Strezovski

## Ž
- Rajko Žinzifov